# USS Leyte (CV-32)
USS Leyte (CV/CVA/CVS-32, AVT-10) là một trong số 24 tàu sân bay thuộc lớp Essex của Hải quân Hoa Kỳ được hoàn tất trong hoặc ngay sau Thế Chiến II, và là chiếc tàu chiến thứ ba của Hải quân Mỹ mang cái tên này. Leyte được đưa ra hoạt động vào tháng 4 năm 1946, quá trễ để có thể phục vụ trong Thế Chiến II. Nó trải qua hầu hết thời gian phục vụ tại vùng biển Đại Tây Dương, Caribbe và Địa Trung Hải, nhưng cũng từng tham gia hoạt động trong Chiến tranh Triều Tiên, nơi nó được tặng thưởng hai Ngôi sao Chiến trận. Con tàu được xếp lại lớp thành một tàu sân bay tấn công CVA vào đầu những năm 1950, sau đó thành một tàu sân bay chống tàu ngầm CVS, và cuối cùng (sau khi ngừng hoạt động) thành một tàu vận chuyển máy bay AVT.
Không giống như đa số các tàu chị em với nó, Leyte không được hiện đại hóa đáng kể, và do đó trong suốt cuộc đời phục vụ vẫn giữ lại dáng vẻ bề ngoài cổ điển của lớp tàu Essex thời Đệ Nhị thế chiến. Nó được cho xuất biên chế vào năm 1959 và được bán để tháo dỡ vào năm 1970.

## Thiết kế và chế tạo
Leyte là một tàu sân bay dạng thân dài thuộc phân lớp Ticonderoga trong lớp Essex. Nó được đặt lườn như là chiếc Crown Point vào ngày 21 tháng 2 năm 1944 bởi hãng Newport News Shipbuilding tại Newport News, Virginia; và được đổi tên thành Leyte vào ngày 8 tháng 5 năm 1945 để ghi nhớ chiến thắng của Mỹ trong Trận chiến vịnh Leyte. Nó được hạ thủy vào ngày 23 tháng 8 năm 1945, được đỡ đầu bởi Bà James M. Mead, phu nhân thượng nghị sĩ James M. Mead thuộc tiểu bang New York, và được cho nhập biên chế vào ngày 11 tháng 4 năm 1946, dưới sự chỉ huy của hạm trưởng, Đại tá Hải quân Henry F. MacComsey.

## Lịch sử hoạt động
Leyte đã hợp cùng chiếc thiết giáp hạm Wisconsin (BB-64) thực hiện một chuyến đi viếng thăm thiện chí dọc theo bờ biển phía Tây lục địa Nam Mỹ vào mùa Hè năm 1946, trước khi quay trở về vùng biển Caribbe vào ngày 18 tháng 11 tiếp tục các hoạt động chạy thử máy. Vào năm 1948, chiếc tàu sân bay lần đầu tiên được nhận một phân đội máy bay trực thăng đa dụng HO3S-1, và tham gia một cuộc tập trận hạm đội mang tên Chiến dịch Frigid tại vùng biển Bắc Đại Tây Dương. Trong những năm trước cuộc Chiến tranh Triều Tiên, Leyte còn tham gia nhiều cuộc tập trận hạm đội khác tại Đại Tây Dương và vùng biển Caribbe, huấn luyện các sĩ quan hải quân dự bị, và trong khoảng thời gian từ tháng 4 năm 1947 đến tháng 8 năm 1950 đã được bố trí hoạt động bốn lượt tại khu vực Địa Trung Hải. Lượt hoạt động cuối cùng tại đây còn bao gồm một đợt biểu dương sức mạnh không lực tại Beirut, Liban vào ngày 13 tháng 8 hỗ trợ các nước tại Trung Đông chống lại sức ép của phía Cộng sản. Leyte quay trở về Norfolk vào ngày 24 tháng 8, và sau hai tuần lễ chuẩn bị, lại lên đường vào ngày 6 tháng 9 để gia nhập Lực lượng Đặc nhiệm 77 tại Viễn Đông hỗ trợ cho lực lượng Liên Hợp Quốc tại Triều Tiên.
Leyte đi đến cảng Sasebo, Nagasaki, Nhật Bản vào ngày 8 tháng 10 năm 1950 và thực hiện những chuẩn bị cuối cùng cho các hoạt động tác chiến. Từ ngày 9 tháng 10 năm 1950 đến ngày 19 tháng 1 năm 1951, chiếc tàu sân bay và máy bay của nó đã trải qua 92 ngày trên biển, thực hiện 3.933 phi vụ chống lại lực lượng Bắc Triều Tiên. Phi công của nó đã tích lũy hơn 11.000 giờ bay, gây nhiều thiệt hại cho các vị trí đối phương, các phương tiện tiếp liệu, vận chuyển và liên lạc. Trong số các phi đội hoạt động trên Leyte có cả Phi đội VFA-32 Swordsmen sử dụng những chiếc F4U Corsair. Trong đội ngũ phi công của phi đội này có cả phi công hải quân da màu đầu tiên của Hoa Kỳ, Thiếu úy Jesse LeRoy Brown, người đã bị tử trận trong chiến đấu vào ngày 4 tháng 12 năm 1950. Leyte quay trở về Norfolk ngày 25 tháng 2 năm 1951 để được đại tu.
Sau khi các đợt huấn luyện tập trận tại vùng biển Caribbe kết thúc vào ngày 21 tháng 8 năm 1951, Leyte khởi hành đi sang Địa Trung Hải cho một lượt bố trí hoạt động mới cùng Đệ Lục hạm đội vào ngày 3 tháng 9. Nó quay về Norfolk ngày 21 tháng 12 để hoạt động ngoài khơi Hampton Roads, rồi lại khởi hành đi Địa Trung Hải vào ngày 29 tháng 8 năm 1952. Được xếp lại lớp thành một tàu sân bay tấn công mang ký hiệu CVA-32 vào ngày 1 tháng 10, nó quay trở về Boston vào ngày 16 tháng 2 năm 1953 để chuẩn bị ngừng hoạt động. Tuy nhiên, vào ngày 8 tháng 8, nó được giữ lại trong thành phần hạm đội thường trực khi được xếp lại lớp một lần nữa thành một tàu sân bay chống tàu ngầm với ký hiệu CVS-32, và bắt đầu được cải biến và hiện đại hóa nhằm đảm trách vai trò chống tàu ngầm.
Lúc 15 giờ 15 phút ngày 16 tháng 10 năm 1953, trong khi còn đang được cải biến thành một tàu sân bay chống tàu ngầm, một tiếng nổ lớn đã xảy ra trên chiếc Leyte trong phòng máy phóng bên mạn trái. Trong vòng vài phút, xe cứu hỏa của căn cứ hải quân và của thành phố đã có mặt. Đám cháy được dập tắt lúc 19:57. sau những nỗ lực chữa cháy khó khăn và dũng cảm. Do hậu quả của vụ nổ và đám cháy, đã có 37 người thiệt mạng và 28 người khác bị thương.
Việ̣c cải biến hoàn tất vào ngày 4 tháng 1 năm 1954, và Leyte khởi hành từ Boston hướng đến Quonset Point, Rhode Island; trở thành soái hạm của Hải đội Tàu sân bay 18. Nó đặt căn cứ tại đây trong vòng năm năm tiếp theo sau, tiến hành các chiến dịch thực tập chiến thuật chống tàu ngầm dọc theo bờ Đông Hoa Kỳ và tại vùng biển Caribbe.
Leyte rời Quonset Point vào tháng 1 năm 1959 đi đến xưởng hải quân New York, nơi nó được sửa chữa chuẩn bị cho việc ngừng hoạt động. Nó được xếp lại lớp thành một tàu vận chuyển máy bay mang ký hiệu AVT-10 và được cho ngừng hoạt động cùng một lúc trong ngày 15 tháng 5 năm 1959, và được đưa về Hạm đội Dự bị Đại Tây Dương thuộc nhóm Philadelphia, nơi nó bị bỏ không cho đến khi được bán để tháo dỡ vào tháng 9 năm 1970.

## Phần thưởng
Leyte được tặng thưởng hai Ngôi sao Chiến đấu do thành tích phục vụ trong Chiến tranh Triều Tiên.
|                           |  |  |
|                           |  |  |
| Bronze star · Bronze star |  |  |

| Đơn vị Tuyên Dương Hải quân                              |                                              |                                                                   |
| Huân chương Chiến thắng Thế Chiến II                     | Huân chương Phục vụ Chiếm đóng Hải quân      | Huân chương Phục vụ Phòng vệ Quốc gia                             |
| Huân chương Phục vụ Triều Tiên với 2 Ngôi sao Chiến trận | Huân chương Liên Hợp Quốc Phục vụ Triều Tiên | Huân chương Phục vụ Chiến tranh Triều Tiên (Hàn Quốc) (truy tặng) |